# Лімон Кінг
Лі́мон Кінг (англ. Leamon King; нар. 13 лютого 1936 — пом. 23 травня 2001) — американський легкоатлет, який спеціалізувався в бігу на короткі дистанції.

## Із життєпису
Олімпійський чемпіон в естафеті 4×100 метрів (1956).
Ексрекордсмен світу з бігу на 100 ярдів та 100 метрів, а також в естафетах 4×100 метрів та 4×220 ярдів (загалом 6 ратифікованих рекордів).
Чемпіон США з бігу на 100 ярдів (1957).
Закінчив Університет Каліфорнії у Берклі.
По завершенні спортивної кар'єри працював вчителем.

## Основні міжнародні виступи
| Рік  | Змагання         | Місто    | Місце | Дисципліна |
| ---- | ---------------- | -------- | ----- | ---------- |
| 1956 | Олімпійські ігри | Мельбурн | 1     | 4×100 м    |